# Гандальв (мифология)
Га́ндальв (др.-сканд. Gandálfr) — в скандинавской мифологии один из гномов (двергов).

## Этимология
В древнескандинавском языке Gandálfr происходит от двух слов: gandr («волшебный посох», «волшебство») и álfr («альв») и дословно означает «альв посоха». Аналогичные переводы встречаются и в других современных языках (англ. Wand-Elf, Staff-Elf, Magic-Elf, нем. der zauberkundige Еlbe, Zauber-Albe).

## Гандальв в письменных источниках

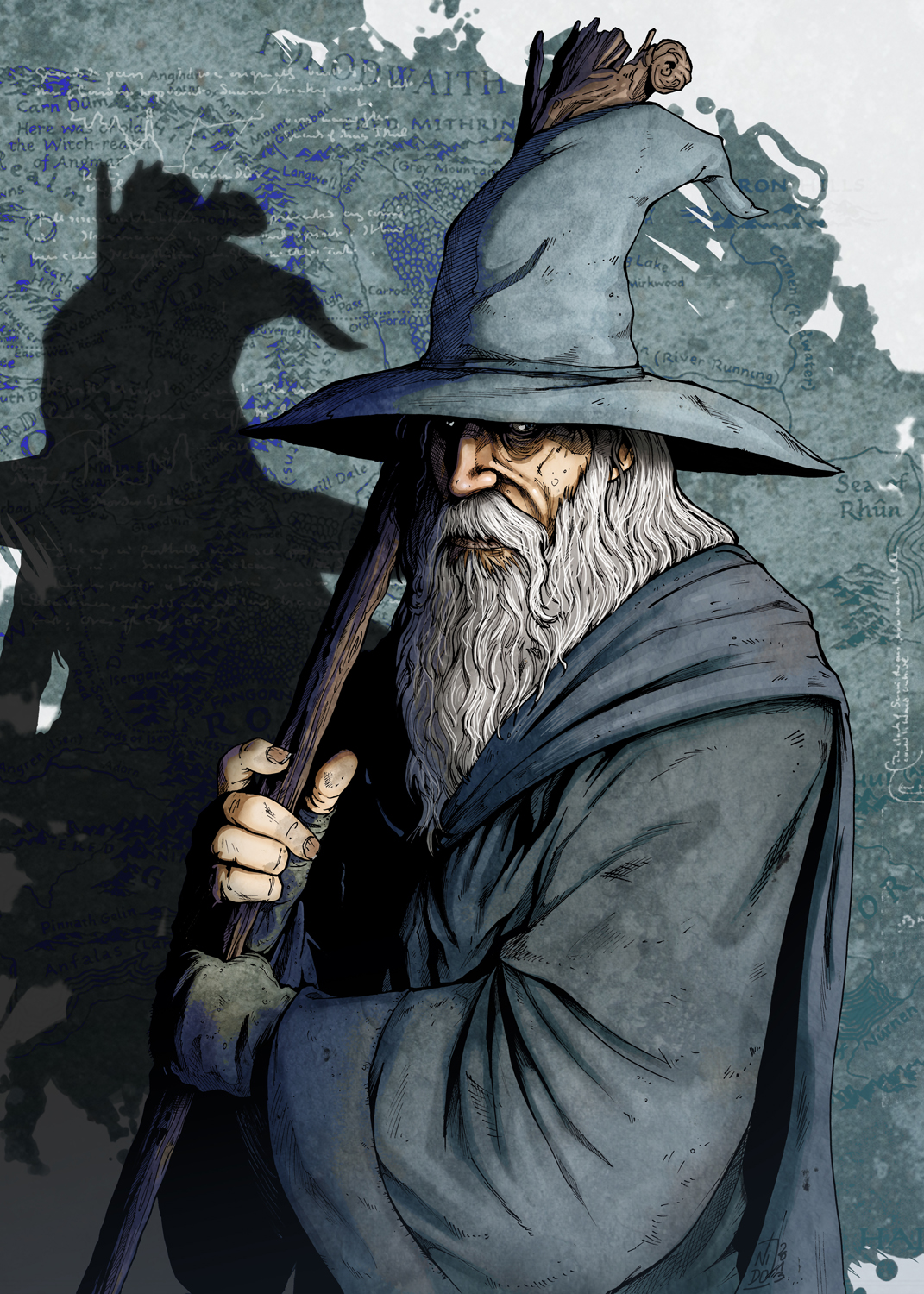
В персонаже Толкина Гандальв получил вторую жизнь

В «Старшей Эдде» Гандальв упоминается при перечислении карликов («Прорицание вёльвы», строфа 12). Этот же список цитирует автор «Младшей Эдды» Снорри Стурлусон в «Видении Гюльви» (глава 14) с добавлением, что Гандальв и другие уже названные им дверги населяют почву (в отличие от упомянутых вслед за ними карликов, живущих в камнях). Это единственная подробность о нём, которую можно найти в текстах обеих «Эдд», поскольку какого-либо собственного сюжета в них Гандальв не имеет. Наличие в обоих списках имён двергов, имеющих в своей основе слово альв (а кроме Гандальва это ещё и Виндальв, а также просто Альв) лишний раз подчёркивает близость между этими группами мифологических существ.
В «Саге об Инглингах» Гандальвом (или Гандольвом) назван конунг норвежского Вингулмарка. Не прослеживается, однако, никакой связи между ним и мифическим двергом, за исключением того, что они оба — судя по значению их имени — имели что-то общее с волшебством.
Английский писатель и филолог Толкин взял из «Прорицания вёльвы» имена для многих своих гномов в «Хоббите», в том числе, и Гандальва, который утвердился там — в русской транскрипции — как «Гэндальф». При этом персонаж Толкина имеет явное внешнее сходство с традиционным изображением верховного бога скандинавов Одина, из чего, конечно, нельзя сделать никаких выводов о том, как бы выглядел дверг Гандальв. Вероятно, именно то обстоятельство, что в скандинавской мифологии практически ничего о Гандальве не известно, и послужило одной из причин, почему Толкин взял его за основу для своего героя, поскольку имел полный простор для своей творческой фантазии.